# Никулча (Ботошани)
Никулча (рум. Niculcea) насеље је у Румунији у округу Ботошани у општини Хаварна. Oпштина се налази на надморској висини од 119 m.

## Становништво
Према подацима из 2002. године у насељу је живело 41 становника, од којих су сви румунске националности.